# Hydriomena cumza
Hydriomena cumza là một loài bướm đêm trong họ Geometridae.